# U-17-Fußball-Südamerikameisterschaft der Frauen 2024
Die U-17-Fußball-Südamerikameisterschaft der Frauen 2024 fand vom 13. bis zum 31. März 2024 in Paraguay statt. Es war die neunte Ausgabe des Turniers. Ursprünglich war die Austragung in Argentinien vorgesehen. Anfang Januar 2024 gab der CONMEBOL die Verlegung bekannt.
Der Turniersieger sowie die Zweit- und Drittplatzierten qualifizierten sich für die U-17-Weltmeisterschaft 2024 in der dominikanischen Republik. Aus der Veranstaltung ging die U-17 Brasiliens zum fünften Mal als Sieger hervor. Torschützenköniginnen des Turniers waren mit fünf erzielten Treffern die Brasilianerinnen Juliana Harris und Giovanna Waksman.

## Spielorte
Die Partien der U-17-Südamerikameisterschaft wurden im CARFEM in Ypané und im Estadio Arsenio Erico in Asunción ausgetragen:

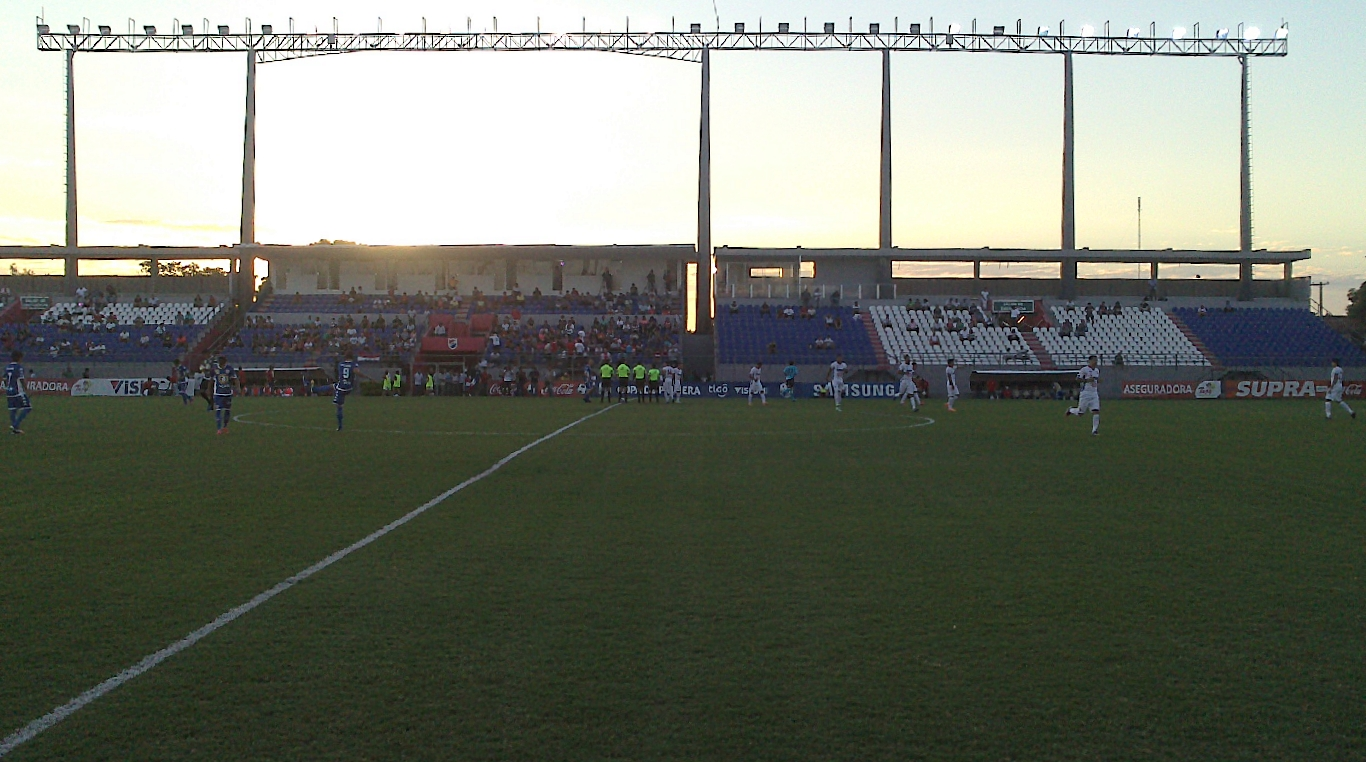
Estadio Arsenio Erico (4.434 Plätze)

## Modus
Gespielt wurde eine Vorrunde in zwei Fünfer-Gruppen. Die anschließende Finalphase mit den zwei gruppenbesten Mannschaften wurde im Gruppenmodus ausgetragen.
Es nahmen am Turnier die Nationalmannschaften Argentiniens, Boliviens, Brasiliens, Chiles, Ecuadors, Kolumbiens, Paraguays, Perus, Uruguays und Venezuelas teil.
Teilnahmeberechtigt waren Spielerinnen, die zwischen dem 1. Januar 2007 und dem 31. Dezember 2009 geboren wurden.
Die Zuordnung zu den Gruppen wurde am 21. Februar 2024 in der Zentrale des CONMEBOL in Luque durchgeführt. Gastgeber Paraguay war in Gruppe A und Titelverteidiger Brasilien in Gruppe B gesetzt. Die verbleibenden acht Teams wurden basierend auf den Platzierungen, die sie in der letzten gespielten Ausgabe des Turniers erreicht hatten, auf vier aufgeteilt. Die Termine für die Aufeinandertreffen wurden am selben Tag bekannt gegeben.
| Gesetzt        | Topf A         | Topf B           | Topf C         | Topf D         |
| -------------- | -------------- | ---------------- | -------------- | -------------- |
| Paraguay (4.)  | Kolumbien (2.) | Argentinien (5.) | Uruguay (7.)   | Peru (9.)      |
| Brasilien (1.) | Chile (3.)     | Ecuador (6.)     | Venezuela (9.) | Bolivien (10.) |

## Vorrunde
Im Falle eines Punktegleichstands wurde die Klassifizierung nach folgendem System vorgenommen:
1. Direkter Vergleich
2. Tordifferenz
3. Anzahl Rote Karten
4. Anzahl Gelbe Karten
5. Auslosung

### Gruppe A
| Pl.                             | Land     | Sp. | S | U | N | Tore    | Diff. | Punkte |
| ------------------------------- | -------- | --- | - | - | - | ------- | ----- | ------ |
| 1.                              | Paraguay | 4   | 3 | 1 | 0 | 012:300 | +9    | 10     |
| 2.                              | Ecuador  | 4   | 2 | 1 | 1 | 011:700 | +4    | 07     |
| 3.                              | Uruguay  | 4   | 2 | 0 | 2 | 006:900 | −3    | 06     |
| 4.                              | Chile    | 4   | 2 | 0 | 2 | 011:400 | +7    | 06     |
| 5.                              | Bolivien | 4   | 0 | 0 | 4 | 001:180 | −17   | 0      |
| Qualifiziert für die Finalrunde |          |     |   |   |   |         |       |        |

|                                |   |          |           |
| 13.3. in CARFEM                |   |          |           |
| Bolivien                       | – | Ecuador  | 0:4 (0:2) |
| Paraguay                       | – | Uruguay  | 3:1 (1:0) |
| 15.3. in CARFEM                |   |          |           |
| Uruguay                        | – | Chile    | 2:1 (1:1) |
| Bolivien                       | – | Paraguay | 0:6 (0:1) |
| 17.3. in CARFEM                |   |          |           |
| Chile                          | – | Ecuador  | 5:1 (2:0) |
| Uruguay                        | – | Bolivien | 3:1 (2:1) |
| 19.3. in CARFEM                |   |          |           |
| Chile                          | – | Bolivien | 5:0 (2:0) |
| Ecuador                        | – | Paraguay | 2:2 (0:1) |
| 21.3. in CARFEM                |   |          |           |
| Paraguay                       | – | Chile    | 1:0 (0:0) |
| 21.3. in Estadio Arsenio Erico |   |          |           |
| Ecuador                        | – | Uruguay  | 4:0 (2:0) |

### Gruppe B
| Pl.                             | Land        | Sp. | S | U | N | Tore    | Diff. | Punkte |
| ------------------------------- | ----------- | --- | - | - | - | ------- | ----- | ------ |
| 1.                              | Brasilien   | 4   | 3 | 1 | 0 | 009:100 | +8    | 10     |
| 2.                              | Kolumbien   | 4   | 3 | 0 | 1 | 007:400 | +3    | 09     |
| 3.                              | Argentinien | 4   | 1 | 2 | 1 | 004:300 | +1    | 05     |
| 4.                              | Peru        | 4   | 1 | 0 | 3 | 001:900 | −8    | 03     |
| 5.                              | Venezuela   | 4   | 0 | 1 | 3 | 000:400 | −4    | 01     |
| Qualifiziert für die Finalrunde |             |     |   |   |   |         |       |        |

|                                |   |             |           |
| 14.3. in Estadio Arsenio Erico |   |             |           |
| Brasilien                      | – | Venezuela   | 2:0 (0:0) |
| Peru                           | – | Argentinien | 0:4 (0:4) |
| 16.3. in Estadio Arsenio Erico |   |             |           |
| Peru                           | – | Brasilien   | 0:3 (0:3) |
| Venezuela                      | – | Kolumbien   | 0:1 (0:0) |
| 18.3. in Estadio Arsenio Erico |   |             |           |
| Kolumbien                      | – | Argentinien | 3:0 (2:0) |
| Venezuela                      | – | Peru        | 0:1 (0:0) |
| 20.3. in Estadio Arsenio Erico |   |             |           |
| Argentinien                    | – | Brasilien   | 0:0       |
| Kolumbien                      | – | Peru        | 2:0 (0:0) |
| 22.3. in CARFEM                |   |             |           |
| Brasilien                      | – | Kolumbien   | 4:1 (3:0) |
| 22.3. in Estadio Arsenio Erico |   |             |           |
| Argentinien                    | – | Venezuela   | 0:0       |

## Finalrunde
Im Falle eines Punktegleichstands wurde die Klassifizierung nach folgendem System vorgenommen:
1. Direkter Vergleich
2. Punkte in den Spielen zwischen den betreffenden Mannschaften
3. Tordifferenz in den Spielen zwischen den betreffenden Mannschaften
4. Tordifferenz in allen Gruppenspielen
5. Anzahl der in allen Gruppenspielen erzielten Tore
6. Anzahl Rote Karten
7. Anzahl Gelbe Karten
8. Auslosung

| Pl.                                                                                            | Land      | Sp. | S | U | N | Tore    | Diff. | Punkte |
| ---------------------------------------------------------------------------------------------- | --------- | --- | - | - | - | ------- | ----- | ------ |
| 1.                                                                                             | Brasilien | 3   | 2 | 1 | 0 | 011:300 | +8    | 07     |
| 2.                                                                                             | Kolumbien | 3   | 1 | 2 | 0 | 006:400 | +2    | 05     |
| 3.                                                                                             | Ecuador   | 3   | 1 | 0 | 2 | 003:800 | −5    | 03     |
| 4.                                                                                             | Paraguay  | 3   | 0 | 1 | 2 | 001:600 | −5    | 01     |
| U-17-Südamerikameister und qualifiziert für die U-17-WM 2024 Qualifiziert für die U-17-WM 2024 |           |     |   |   |   |         |       |        |

|                 |   |           |           |
| 25.3. in CARFEM |   |           |           |
| Brasilien       | – | Ecuador   | 4:0 (1:0) |
| Paraguay        | – | Kolumbien | 0:0       |
| 28.3. in CARFEM |   |           |           |
| Brasilien       | – | Kolumbien | 2:2 (0:1) |
| Ecuador         | – | Paraguay  | 1:0 (1:0) |
| 31.3. in CARFEM |   |           |           |
| Kolumbien       | – | Ecuador   | 4:2 (1:1) |
| Paraguay        | – | Brasilien | 1:5 (0:3) |

## Schiedsrichterinnen
- Gabriela Coronel
- Rejane Caetano
- Alejandra Quisbert
- Dayared Ramírez
- Dione Rissios
- María Lupera Reto
- Silvia Gasperotti
- Paula Fernández
- Angelina Rodas Almirón
- Milagros Arruela
- Priscila Vázquez
- Anahí Fernández
- Silvia Ríos
- María Herrán Sosa